# Rik Rensen
Rik Rensen (Jakarta, 1956) is een Nederlandse journalist, programmamaker en communicatieadviseur.
Rensen studeerde Neerlandistiek en journalistiek en begon zijn journalistieke carrière bij NRC Handelsblad als redacteur economie en correspondent in Italië. In 1989 stapte hij over naar de televisie en werd hij de eerste hoofdredacteur van RTL Nieuws. In 1999 begon hij de zakelijke themazender RTL Z. Bij RTL was hij ook verantwoordelijk voor de opzet van de digitale diensten van RTL Interactief.
In 2002 werd hij aangetrokken om, samen met Felix Rottenberg en Matthijs van Nieuwkerk, de actualiteitenrubriek NOVA een nieuw gezicht te geven. De nieuwe formule ondervond veel weerstand bij de redactie en na de twee nieuwe presentatoren vertrok begin 2003 ook Rensen. Hij zette zijn carrière voort als zelfstandig communicatieadviseur.
In 2008 volgde Rensen Joop Daalmeijer op als hoofdredacteur van de Wereldomroep.
In de vier jaar van zijn hoofdredacteurschap bij Radio Nederland Wereldomroep heeft Rensen de Wereldomroep omgevormd van een monomediale naar een multimediale organisatie met een focus op 'Free Speech en Dutch values'(persvrijheid en vrijheid van meningsuiting).
Eind 2011 besloot de Nederlandse politiek tot bezuinigingen bij de Wereldomroep. Het budget werd teruggebracht van 46 miljoen euro tot 14 miljoen vanaf januari 2013. Na de bezuinigingsronde, waarbij ruim 200 mensen hun baan verloren, besloot Rensen samen met zijn adjunct Ardi Bouwers bij de Wereldomroep te vertrekken.
In juni 2013 publiceerde hij het boek "Geheimen van Piemonte; wonen, eten en ontdekken in de culinairste regio van Italië".
Rensen is getrouwd met Connie Blaauw, directeur/eigenaar van het werving-en selectiebureau BlaauwSombeek&Partners.